# 161 aC
El 161 aC va ser un any del calendari romà prejulià. Durant la República i l'Imperi Romà es coneixia com l'Any del Consolat de Messal·la i Estrabó o també any 593 Ab urbe condita o de la fundació de la ciutat). L'ús del nom «161 aC» per referir-se a aquest any es remunta a l'alta edat mitjana, quan el sistema Anno Domini va ser el mètode de numeració dels anys més comú a Europa.

## Esdeveniments

### Síria Palestina
- En el curs de la revolta dels Macabeus, Bàquides, un estrateg enviat per Demetri I Soter, rei selèucida, va a Jerusalem amb un exèrcit i reposa com a Summe Sacerdot a Alcimus, al que els Macabeus no havien acceptat un any abans (162 aC).[2]

### Antiga Roma
- Aquest any són elegits cònsols Marc Valeri Messal·la i Gai Fanni Estrabó. El seu consolat es va destacar pel decret senatorial que prohibia la residència dels retòrics grecs a Roma.[3]
- S'estrenen les obres Eunuchus (L'eunuc) als Megalènsia, quan és edil curul Luci Postumi Albí i Phormio, als Jocs romans, les dues del dramaturg Terenci.[4]
- El cònsol Estrabó proposa i fa aprovar una llei anomenada Lex Fannia sumptuaria que posa limitacions a les despeses que es podien fer en els banquets que se celebraven durant els Megalènsia o altres festivitats.[5]
- Enviats de Judes Macabeu conclouen un tractat d'amistat romà-jueu amb el Senat romà.[6]

## Naixements
- Cleòpatra III, reina d'Egipte (data aproximada).[7]
- Demetri II Nicàtor (el Victoriós), rei selèucida.[8]

## Necrològiques
- Nicanor, general selèucida. Avança des de Jerusalem cap a Bethoron, mentre Judes Macabeu acampa en un lloc proper. Té lloc una batalla decisiva el 13 d'Adar, i Nicanor és totalment derrotat. Mor en la batalla, i també quasi tots els homes del seu exèrcit.[9]